# Liste de ponts de La Réunion
Cette page présente la liste des ponts du département français de La Réunion.
Les ponts sont classés en deux grandes catégories, les grands ponts en service et les ponts inscrits à l’inventaire national des monuments historiques.

## Grands ponts
Les ouvrages de longueur totale supérieure à 100 m du département de La Réunion sont classés ci-après (liste non exhaustive).
|  | Lien | Nom                                        | Longueur              | Portée      | Voie portée Voie franchie                     | Type | Terminé en | Localisation                                                  |
|  | ---- | ------------------------------------------ | --------------------- | ----------- | --------------------------------------------- | --- | ---------- | ------------------------------------------------------------- |
|  | 1    | Viaduc du Bernica                          | 756                   | +0096,      | Route des Tamarins Rempart de Plateau Caillou | Pont en poutre-caisson béton précontraint | 2009       | Saint-Paul 21° 00′ 55″ S, 55° 16′ 05″ E                       |
|  | 2    | Pont de la Rivière Saint-Étienne (2013)    | 694.5                 | +0082,      | RN 1 Rivière Saint-Étienne                    | Pont métallique en bipoutre à pièces de pont et consoles                                                                                            | 2013       | Saint-Pierre - Saint-Louis 21° 17′ 38″ S, 55° 24′ 54″ E       |
|  | 3    | Pont de la Rivière Saint-Étienne           | 520                   |             | RN 1 Rivière Saint-Étienne                    | Pont en poutre-caisson béton précontraint | 1993       | Saint-Pierre - Saint-Louis 21° 17′ 41″ S, 55° 25′ 01″ E       |
|  | 4    | Nouveau pont de la Rivière des Galets      | 430                   |             | RN 1 Rivière des Galets                       | | 2020       | Le Port - Saint-Paul 20° 57′ 34″ S, 55° 18′ 29″ E             |
|  | 5    | Pont de la rivière des Galets (amont)      | 390                   |             | RN 1 Rivière des Galets                       | Pont en treillis de type Warren avec montants | 1938       | Le Port - Saint-Paul 20° 57′ 36,5″ S, 55° 18′ 28,7″ E         |
|  | 6    | Viaduc de la ravine des Trois-Bassins      | 374                   | +0126,      | Route des Tamarins Ravine des Trois-Bassins   | Pont extradossé | 2008       | Saint-Paul - Trois-Bassins 21° 06′ 21″ S, 55° 16′ 19″ E       |
|  | 7    | Viaduc de Bras Boucan Canot                | 310 (est) 261 (ouest) | +0062,      | Route des Tamarins Bras Boucan Canot          | Pont en poutre-caisson béton précontraint | 2007       | Saint-Paul 21° 02′ 05,2″ S, 55° 14′ 57,1″ E                   |
|  | 8    | Pont du Bras de la Plaine                  | 305                   | +0280,77    | RD 26 Bras de la Plaine                       | Pont en poutre-treillis béton précontraint, hauteur variable, précontrainte extérieure                                                              | 2001       | Saint-Pierre - Entre-Deux 21° 16′ 35″ S, 55° 27′ 57″ E        |
|  | 9    | Viaduc de la Grande Ravine                 | 288                   | +0140,      | Route des Tamarins Grande Ravine              | Pont à béquilles béton | 2009       | Trois-Bassins 21° 07′ 19″ S, 55° 16′ 47″ E                    |
|  | 10   | Pont de l'Axe mixte                        | 271                   | +0046,      | RN 7 Rivière des Galets                       | Pont en poutre-caisson béton précontraint | 2002       | Le Port - Saint-Paul 20° 57′ 27″ S, 55° 17′ 38″ E             |
|  | 11   | Pont Vinh-San                              | 256                   | +0078, (x2) | RN 6 Rivière Saint-Denis                      | Pont en poutre-caisson béton précontraint, hauteur variable                                                                                         | 1992       | Saint-Denis 20° 53′ 16″ S, 55° 26′ 35″ E                      |
|  | 12   | Pont de la Rivière des Pluies (RN2)        | 249.90                | +0037,15    | RN 2 Rivière des Pluies                       | Pont en poutre-caisson béton précontraint à deux niveaux : routier en partie supérieure et passerelle piétons en ecorbellement en partie inférieure | 1988       | Saint-Denis - Sainte-Marie 20° 53′ 47″ S, 55° 30′ 16″ E       |
|  | 13   | Viaduc de Fleurimont                       | 241 (est) 216 (ouest) | +0062,      | Route des Tamarins Ravine Fleurimont          | Pont en poutre-caisson béton précontraint | 2007       | Saint-Paul 21° 01′ 38″ S, 55° 15′ 20″ E                       |
|  | 14   | Viaduc de la Grande Chaloupe               | 240                   |             | RN 1 Ravine de la Grande Chaloupe             | Pont en béton précontraint | 2017       | La Possession - Saint-Denis 20° 53′ 43,76″ S, 55° 22′ 34,3″ E |
|  | 15   | Pont de la Rivière de l'Est                | 209                   | +0135,      | RN 2 Rivière de l'Est                         | Pont en poutre-caisson béton précontraint, hauteur variable                                                                                         | 1979       | Saint-Benoît - Sainte-Rose 21° 07′ 28″ S, 55° 44′ 52″ E       |
|  | 16   | Viaduc de la ravine Fontaine               | 200                   | +0170,      | Route des Tamarins Ravine Fontaine            | Pont en arc | 2009       | Saint-Leu 21° 09′ 51″ S, 55° 17′ 52″ E                        |
|  | 17   | Pont-Neuf de la Rivière des Pluies (RN102) | 190                   |             | RN 102 Rivière des Pluies                     | Pont en treillis métallique de type Warren avec montants                                                                                            | 1937       | Saint-Denis - Sainte-Marie 20° 54′ 17,2″ S, 55° 30′ 21″ E     |
|  | 18   | Pont de la Rivière des Pluies (RN6)        | 189.50                |             | RN 6 Rivière des Pluies                       | poutre-caisson béton précontraint réalisé par poussage des deux poutres-caissons du tablier depuis la rive droite                                   | 2008       | Saint-Denis - Sainte-Marie 20° 54′ 06,5″ S, 55° 30′ 19″ E     |
|  | 19   | Pont suspendu de la Rivière de l'Est       | 152                   | +0152,      | Passerelle Rivière de l'Est                   | Pont suspendu | 1889       | Saint-Benoît - Sainte-Rose 21° 07′ 26″ S, 55° 44′ 53″ E       |
|  | 20   | Pont de la rivière d'Abord                 | 150                   |             | RN 2 Rivière d'Abord                          | Pont en béton précontraint | 1992       | Saint-Pierre 21° 19′ 59,7″ S, 55° 28′ 57,6″ E                 |
|  | 21   | Nouveau pont de la rivière de Saint-Denis  | 110                   |             | RN 1 Rivière Saint-Denis                      | | 2021       | Saint-Denis 20° 52′ 33″ S, 55° 26′ 39″ E                      |
|  | 22   | Pont de Saint-Leu                          | 49.35                 | +0047,65    | RN 1a Ravine Fontaine                         | Pont bow-string | 2006       | Saint-Leu 21° 09′ 48″ S, 55° 17′ 16″ E                        |
|  | 23   | Pont de la Ravine des Chèvres              |                       |             | Ravine des Chèvres                            | | 1878       | Sainte-Suzanne                                                |

## Ponts présentant un intérêt architectural ou historique

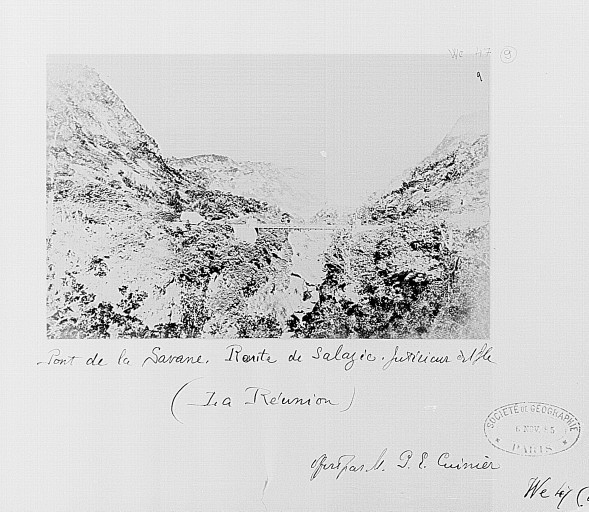
Un pont de Salazie à la fin du XIXe siècle

Les ponts de La Réunion inscrits à l’inventaire national des monuments historiques sont recensés ci-après.
- Pont suspendu de la Rivière de l'Est[A 1] - Sainte-Rose - XIXe siècle
- Pont de la Ravine des Chèvres[A 2] - Sainte-Suzanne - XVIIIe siècle ; XIXe siècle
- Pont[A 3] - Salazie - XXe siècle
- Le pont Neuf (aqueduc)[A 4] - Saint-Louis

## Sources et références
- Notices de la base Mérimée du Ministère de la Culture

1. ↑  « Pont de la Rivière de l'Est », notice no IA00040627
2. ↑  « Pont de la Ravine des Chèvres », notice no PA97400018
3. ↑  « Pont de la Savane », notice no IA00040680
4. ↑  « Aqueduc, Canal "le pont Neuf" », notice no IA00040510

- Références diverses